# Jonathan Lindseth
Jonathan Lindseth (Porsgrunn, 25 febbraio 1996) è un calciatore norvegese, centrocampista del CSKA Sofia.

## Carriera

### Club
Lindseth è cresciuto nelle giovanili dell'Urædd. Ha esordito in 4. divisjon in data 23 aprile 2012, nella vittoria per 1-3 maturata sul campo del Kjapp. Il 18 settembre successivo ha trovato le prime reti, siglando una doppietta nel 4-2 inflitto allo Skade. Al termine della stagione, l'Urædd ha centrato la promozione in 3. divisjon.
Nel corso del 2013, Lindseth si è trasferito al Pors Grenland, in 2. divisjon. Il 27 luglio ha quindi debuttato con questa casacca, sostituendo Anders Haugseth nel pareggio per 2-2 in casa del Gjøvik. Il 18 agosto è arrivata la prima rete, nella sconfitta interna per 2-3 subita contro l'Alta.
In vista della stagione 2014, Lindseth è stato ingaggiato dall'Odd: ha scelto di vestire la maglia numero 16. Ha debuttato in squadra il 24 aprile, nel primo turno del Norgesmesterskapet: ha sostituito Fredrik Nordkvelle nel successo per 0-4 in casa del Kjapp. In due stagioni all'Odd non ha mai avuto l'opportunità di esordire in Eliteserien.
Il 25 febbraio 2016, Lindseth ha firmato un contratto biennale con il Mjøndalen, in 1. divisjon. Il 4 aprile ha giocato la prima partita in squadra, venendo schierato titolare nella vittoria per 3-1 sul Kristiansund BK. Il 1º maggio successivo ha realizzato il primo gol, nel 2-2 contro il Levanger.
Il 6 agosto 2018 è stato reso noto il suo trasferimento al Sarpsborg 08, a parametro zero, con un contratto valido dal 1º gennaio 2019: ha firmato un accordo biennale. Il 31 marzo 2019 ha quindi esordito in Eliteserien, schierato titolare nel pareggio per 1-1 arrivato contro il Molde, sfida in cui ha trovato il gol in favore della sua squadra.
Il 18 maggio 2020 ha prolungato il contratto che lo legava al Sarpsborg 08 fino al 31 dicembre 2022.
Il 25 luglio 2022 è passato ai bulgari del CSKA Sofia a titolo definitivo.

## Statistiche

### Presenze e reti nei club
Statistiche aggiornate al 25 luglio 2022.
| Stagione            | Club                | Campionato          | Campionato | Campionato | Coppe nazionali | Coppe nazionali | Coppe nazionali | Coppe continentali | Coppe continentali | Coppe continentali | Supercoppe | Supercoppe | Supercoppe | Totale | Totale |
| Stagione            | Club                | Comp                | Pres       | Reti       | Comp            | Pres            | Reti            | Comp               | Pres               | Reti               | Comp       | Pres       | Reti       | Pres   | Reti   |
| ------------------- | ------------------- | ------------------- | ---------- | ---------- | --------------- | --------------- | --------------- | ------------------ | ------------------ | ------------------ | ---------- | ---------- | ---------- | ------ | ------ |
| 2012                | Urædd               | 4D                  | 16         | 3          | CN              | 3               | 0               | -                  | -                  | -                  | -          | -          | -          | 19     | 3      |
| gen.-giu. 2013      | Urædd               | 3D                  | 12         | 5          | CN              | 2               | 0               | -                  | -                  | -                  | -          | -          | -          | 14     | 5      |
| Totale Urædd        | Totale Urædd        | Totale Urædd        | 28         | 8          |                 | 5               | 0               |                    | -                  | -                  |            | -          | -          | 33     | 8      |
| lug.-dic. 2013      | Pors Grenland       | 2D                  | 13         | 2          | CN              | -               | -               | -                  | -                  | -                  | -          | -          | -          | 13     | 2      |
| 2014                | Odd                 | ES                  | 0          | 0          | CN              | 1               | 0               | -                  | -                  | -                  | -          | -          | -          | 1      | 0      |
| 2015                | Odd                 | ES                  | 0          | 0          | CN              | 3               | 5               | UEL                | 0                  | 0                  | -          | -          | -          | 3      | 5      |
| Totale Odd          | Totale Odd          | Totale Odd          | 0          | 0          |                 | 4               | 5               |                    | -                  | -                  |            | -          | -          | 4      | 5      |
| 2016                | Mjøndalen           | 1D                  | 29+1       | 6+0        | CN              | 1               | 1               | -                  | -                  | -                  | -          | -          | -          | 31     | 7      |
| 2017                | Mjøndalen           | 1D                  | 27+2       | 1+0        | CN              | 4               | 2               | -                  | -                  | -                  | -          | -          | -          | 33     | 3      |
| 2018                | Mjøndalen           | 1D                  | 29         | 2          | CN              | 4               | 1               | -                  | -                  | -                  | -          | -          | -          | 33     | 3      |
| Totale Mjøndalen    | Totale Mjøndalen    | Totale Mjøndalen    | 85+3       | 9+0        |                 | 9               | 4               |                    | -                  | -                  |            | -          | -          | 97     | 13     |
| 2019                | Sarpsborg 08        | ES                  | 28         | 3          | CN              | 3               | 0               | -                  | -                  | -                  | -          | -          | -          | 31     | 3      |
| 2020                | Sarpsborg 08        | ES                  | 26         | 3          | -               | -               | -               | -                  | -                  | -                  | -          | -          | -          | 26     | 3      |
| 2021                | Sarpsborg 08        | ES                  | 25         | 10         | CN              | 4               | 0               | -                  | -                  | -                  | -          | -          | -          | 29     | 10     |
| gen.-lug. 2022      | Sarpsborg 08        | ES                  | 14         | 2          | CN              | 1               | 0               | -                  | -                  | -                  | -          | -          | -          | 15     | 2      |
| Totale Sarpsborg 08 | Totale Sarpsborg 08 | Totale Sarpsborg 08 | 93         | 18         |                 | 8               | 0               |                    | -                  | -                  |            | -          | -          | 101    | 18     |
| lug. 2022-2023      | CSKA Sofia          | A-PFG               | 0          | 0          | CB              | 0               | 0               | UECL               | 0                  | 0                  | -          | -          | -          | 0      | 0      |
| Totale              | Totale              | Totale              | ?          | ?          |                 | ?               | ?               |                    | 0                  | 0                  |            | -          | -          | ?      | ?      |